# Viriat
|  | No s'ha de confondre amb Viriat (Ain). |

Viriat, en llatí Viriathus o Viriatus, (180 aC -139 aC) va ser el principal cabdill de la tribu lusitana que va fer front a l'expansió de Roma en bona part dels territoris dels actuals d'Extremadura (Espanya) i Portugal, entre les conques del Tejo i el Guadiana. Viriat va conduir l'exèrcit tribal cap a nombroses victòries sobre els romans entre els anys 147 aC i 139 aC, abans que fos traït i assassinat per alguns dels seus soldats, que es van vendre als romans. En català, l'anomenem Viriat; en portuguès, en gallec, en castellà i en italià es coneix com a Viriato; en francès s'anomena Viriatus; i en llatí, Viriathus.

## Vida

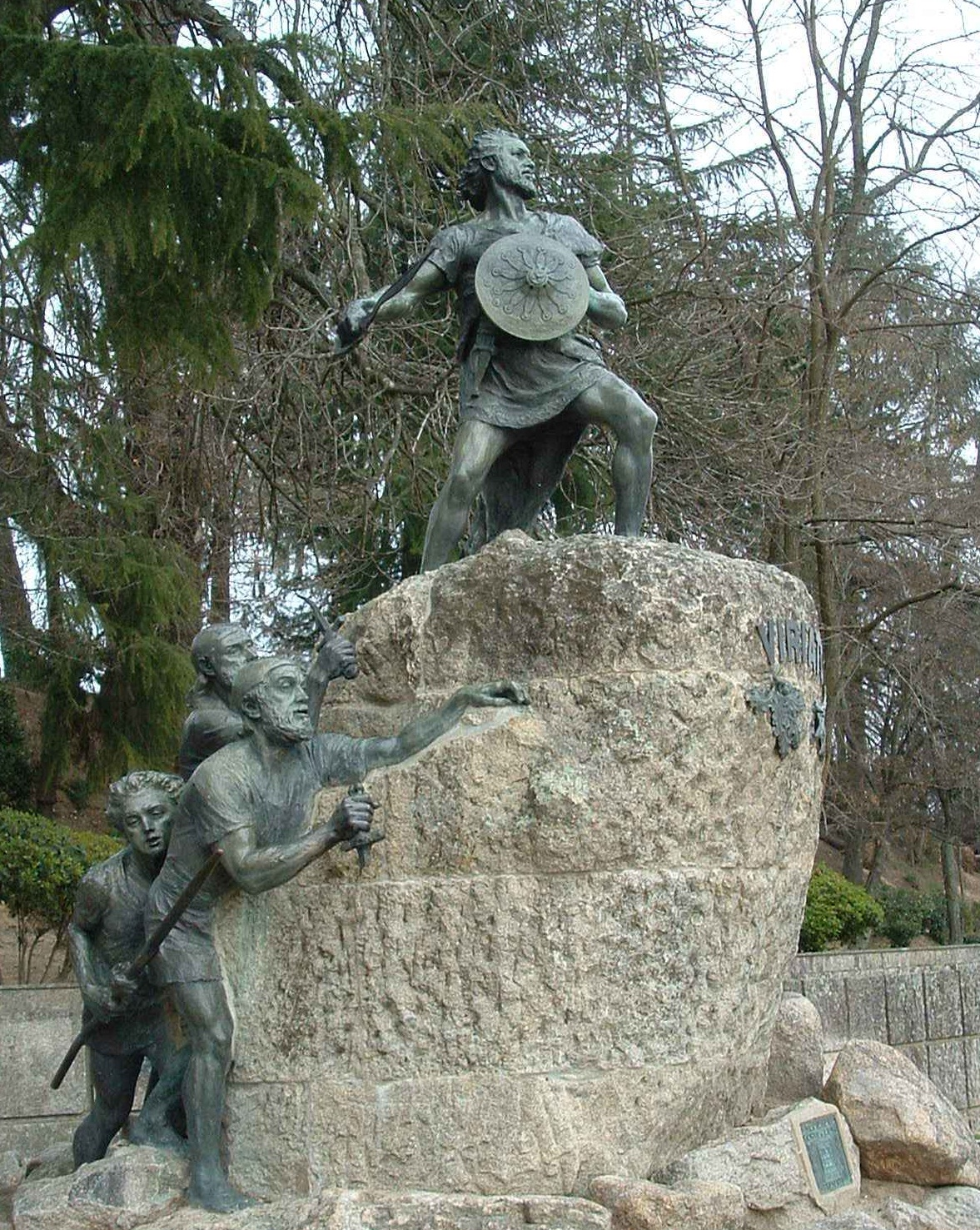
Estàtua de Viriat i altres guerrers lusitans, a Viseu. Obra del català, Marià Benlliure i Gil.

A causa de la poca bibliografia disponible, poc se'n sap d'on ni quan va néixer exactament. Hi ha diverses teories que afirmen que va néixer al territori actual dels municipis de Torrefrades, Guijo de Santa Bárbara (Espanya) o serra da Estrela (Portugal). Podria haver estat pastor, la feina de la majoria de lusitans, i tenia fama de bon guerrer. Molts el consideraven un líder i els romans el van acabar reconeixent com a dux lusitanorum ('líder dels lusitans').
Viriat és considerat el primer heroi ibèric, ja que va ser el líder de la unió de tribus ibèriques que van resistir a la conquesta romana. La història de Viriat i la guerra lusitana, l'explica l'historiador Appià d'Alexandria en el seu llibre sobre Ibèria; a la secció Història romana comenta que «Viriat va matar molts romans, tot mostrant la seva gran habilitat».
Titus Livi el descriu com un pastor que es va fer caçador i soldat i, per a Appià, va ser un dels guerrers que va escapar del parany del cònsol Servi Sulpici Servi Galba. Segons Apià, durant els set anys que va comandar les tribus lusitanes, no hi va haver un sol cas d'indisciplina.

## Conquesta romana de Lusitània
Durant la Segona Guerra Púnica, al segle iii aC, Roma va començar la conquesta de la península Ibèrica. El senat va enviar un exèrcit en què hi havia els reforços que els cartaginesos havien d'enviar a Itàlia per ajudar Hanníbal. Això va desencadenar, durant 250 anys, una sèrie d'enfrontaments continus a la península. Finalment, va ser conquerida pels romans. La Guerra lusitana és un dels episodis més documentats de la conquesta de la península Ibèrica.
Servi Sulpici Galba comandava les tropes romanes d'Ibèria que, vers l'any 150 aC, van començar a destruir la resta de les forces de resistència dels lusitans, i els líders lusitans, alarmats pel progrés romà, van cercar la pau, però van ser traïts per Galba i massacrats, i només uns quants en van escapar, entre ells Viriat.

## Guerra lusitana
Viriat no va oblidar mai la traïció dels romans. Més tard, els cabdills lusitans es decantaven a favor d'un possible pacte amb els romans en acabat de provocar un gran nombre de baixes a l'exèrcit romà liderat per Gai Vetili; Viriat els va recordar l'engany de Galba i els va proposar de fer una guerra contra els romans. Els lusitans van acceptar la proposta amb molt d'entusiasme.
Viriat va preparar un atac contra Caius, tàctiques de Vetili en la batalla de Tribola: com que els romans estaven més ben armats, el cabdill lusità organitzava guerrilles i els parava enginyoses emboscades; amb això i emprant llances de ferro i tridents, els lusitans van derrotar Vetili. Tanmateix, el conflicte no es va acabar aquí; després, es van produir diversos enfrontaments contra els exèrcits de Gai Plauci, Unimà i Gai Nigidi. A partir del 147 aC, nombrosos pobles lusitans s'anaven unint a Viriat, ja que havia dirigit amb èxit nombroses expedicions bèl·liques.
Per acabar d'un cop amb Lusitània, l'any 145 aC, Roma va enviar Quint Fabi Màxim Emilià al comandament d'un exèrcit de 15.000 soldats d'infanteria i 2.000 genets per tal de reforçar l'exèrcit de Gai Leli; d'aquesta manera, reduïen l'àrea de moviment dels nadius. Atès que van acabar perdent la major part dels reforços d'Ossuma, Emilià va tornar a l'atac. Finalment, Fabi Emilià va ser derrotat prop de l'actual ciutat de Berja (Alentejo, Portugal). Aquesta victòria per part dels lusitans els va permetre accedir a l'actual territori espanyol que comprèn la província de Granada i la comunitat de Múrcia.
Després d'aprendre dels esdeveniments anteriors (140 aC), Roma va enviar a la península un dels seus millors generals, Quint Servili Cepió, cònsol i governador de la Hispània ulterior. Per començar, els romans van caure en una emboscada dels lusitans prop de sierra Morena. Tot i així, Viriat va deixar marxar el general i els seus soldats a canvi d'un tractat de pau amb Roma. Llavors, Servilià va declarar Viriat "amic de Roma" tot reconeixent el cabdill lusità com amo de les terres lusitanes.

## Assassinat de Viriat

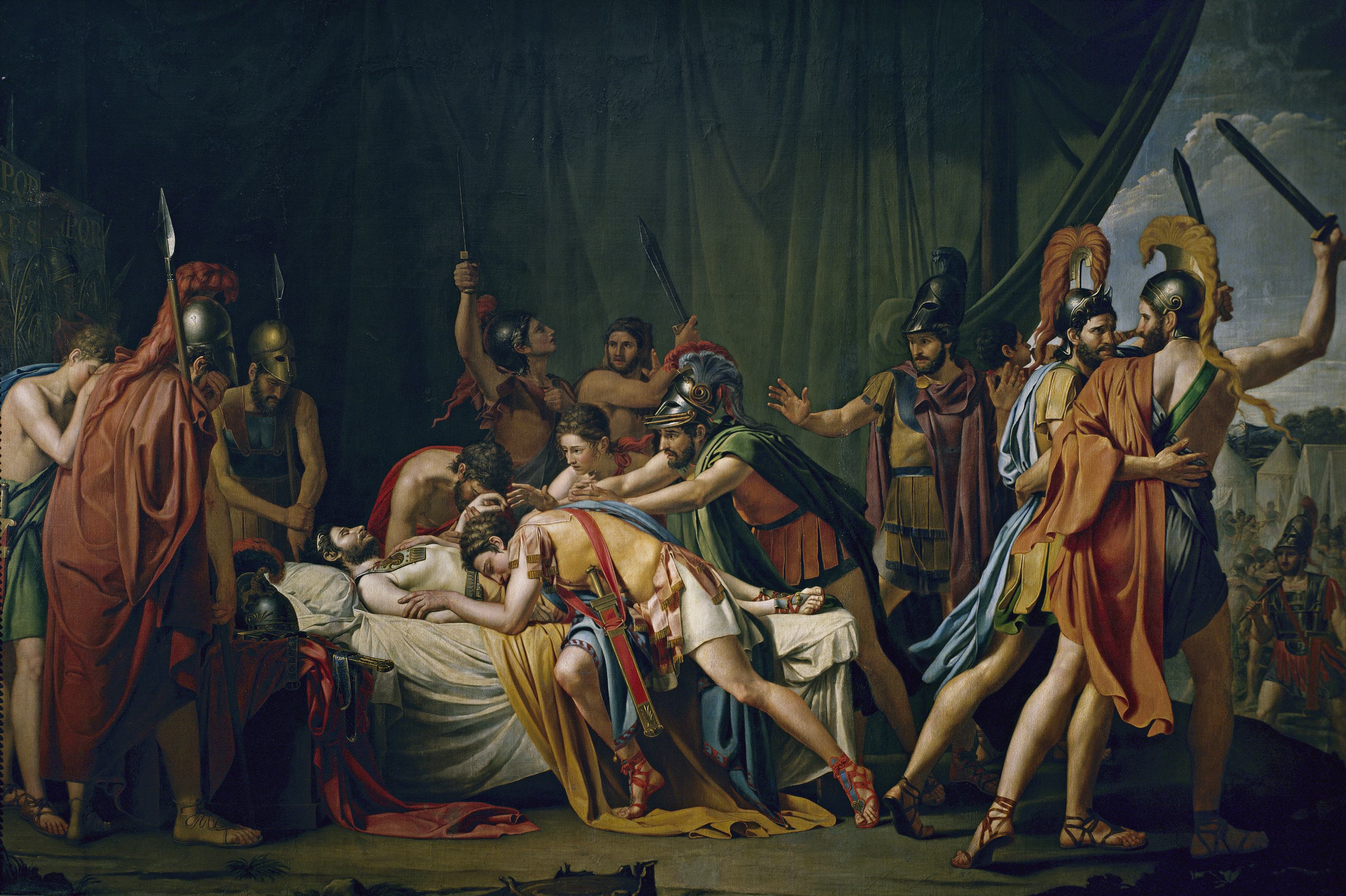
La mort de Viriat per José Madrazo

El senat romà va rebutjar el pacte que va fer Servilià amb el poble lusità. D'altra banda, els romans van canviar la seva manera d'actuar: aprofitant que la resistència lusitana era deguda al lideratge de Viriat, al voltant del 139 aC, Marc Popil·li Laenes IV va subornar tres enviats de Viriat que tenien com a objectiu arribar a un acord de pau amb els romans. Aquests eren Àudax, Ditalc i Minurus, als quals Marc va prometre una recompensa si mataven Viriat, i així ho van fer, el van assassinar tranquil·lament mentre dormia.
Quan els traïdors van tornar al campament romà per reclamar la recompensa que Marc Popol·li els havia promès, el cònsol Servili Cepió va ordenar que els executessin, declarant que «Roma no paga traïdors». Es desconeixen els motius de la traïció; segons sembla, devien estar relacionats amb els problemes socials i econòmics que vivia llavors Lusitània sota la pressió dels romans.
Amb la mort de Viriat, Tàutal, el seu successor, es va veure obligat a signar la pau amb els romans. A la fi, el cònsol Marc Popil·li Laenes va lliurar als lusitans les terres causants de la guerra. Després, les tribus lusitanes van quedar desunides; la resistència va minvar, però al mateix temps va néixer el mite de Viriat. Encara que la mort de l'heroi no va comporta la fi immediata de les guerres lusitanes, la resistència dels pobles lusitans no va durar gaire més. D'aquesta manera, les legions romanes van poder centrar-se en altres llocs, com ara Numància, que ja feia quatre anys que els plantava cara.
Amb el pas del temps sota el domini romà, Lusitània i la seva gent van adquirir la cultura i la llengua llatina. Segles després, en caure l'Imperi Romà, la zona occidental de Lusitània va donar lloc a la formació del Regne de Portugal, i la zona oriental Extremadura, això després de la desfeta del Regne taifa de Badajoz.
El pintor espanyol neoclassicista José de Madrazo (1781-1859) va dedicar un famós quadre històric a la mort de Viriat.